# TSV Ampfing
Der TSV 1927 Ampfing ist ein Sportverein aus dem oberbayerischen Ampfing. Er umfasst heute die Abteilungen Fußball, Karate, Skisport, Tennis, Tischtennis und Turnen.

## Fußballabteilung
Der erste große Erfolg konnte 1978 mit dem Aufstieg in die bayerische Landesliga Süd, die damals vierte Liga, verbucht werden. Zuvor hatte der TSV lediglich in unterklassigen Ligen gespielt. Als Liganeuling konnten sich die Schweppermänner (so der Spitzname der Mannschaft in Erinnerung an Seyfried Schweppermann, der sich in der Schlacht bei Ampfing einen Namen machte) prompt den ersten Platz sichern und stiegen damit in die damals drittklassige Bayernliga auf. In der ersten Bayernligasaison 1979/80 konnte der Klassenerhalt gesichert werden. In dieser Saison nahm der TSV Ampfing auch das einzige Mal in seiner Geschichte am DFB-Pokal teil, wo er jedoch bereits in der ersten Runde dem Bramfelder SV mit 1:2 nach Verlängerung unterlag.
Die Schweppermänner hielten sich zehn Jahre in der Bayernliga. Am erfolgreichsten konnten sie dabei die Saison 1984/85 abschließen, in der sie hinter der SpVgg Bayreuth und dem FC Augsburg den dritten Platz belegten. 
1989 mussten die Ampfinger den Gang zurück in die Landesliga Süd antreten. Mit Ausnahme der Saison 1996/97, in der es ein kurzes Zwischenspiel in der Bezirksoberliga gab, gehörten sie bis 2002 durchgehend der Landesliga an. Nach dem Abstieg im Sommer 2002 konnten die Schweppermänner nicht mehr an alte Leistungen anknüpfen. Sie verblieben vier Jahre in der Bezirksoberliga Oberbayern, bis sie 2006 abermals abstiegen.
Von 2006 bis 2009 spielte der TSV Ampfing in der Bezirksliga Oberbayern Ost, wo er 2009 den Meistertitel gewinnen konnte. Von 2009 bis 2012 spielten die Schweppermänner wieder in der Bezirksoberliga Oberbayern und wurden nach der Spielklassenreform zur Saison 2012/13 in die sechstklassige Landesliga Südost eingruppiert. Dort stieg man zum Saisonende ab. 

### Stadion

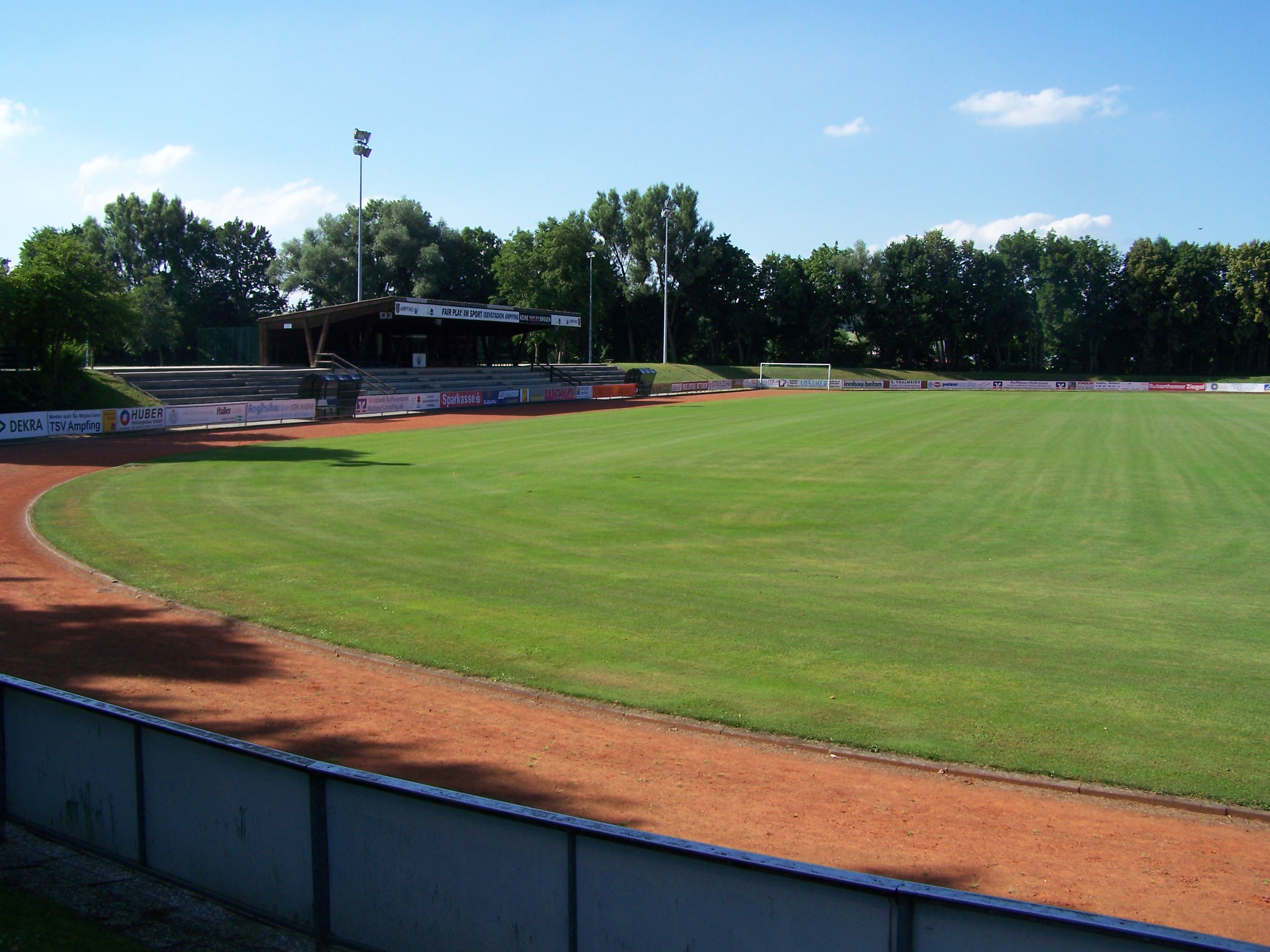
Das Isenstadion

Der TSV Ampfing trägt seine Heimspiele im Raiffeisen Sportpark (bis 2017 Isenstadion) aus. Das Stadion verfügt über 400 überdachte Sitzplätze und 8.000 Stehplätze, wobei nur die Bereiche neben der Haupttribüne mit Betonstufen versehen sind. Die restlichen Stehplätze verteilen sich auf den Erdwall, der rund um das Spielfeld führt. Zwischen dem Erdwall und dem Spielfeld befindet sich eine Aschenbahn.
Mitte der neunziger Jahre wurde eine Flutlichtanlage mit sechs Masten sowie eine elektronische Anzeigentafel installiert.
In der Saison 1982/83 wurde der bis heute gültige Zuschauerrekord aufgestellt. Über 10.000 Zuschauer waren beim 4:2 über den Bayernligakonkurrenten TSV 1860 München im Stadion. Am 11. Mai 1988 fand ein Juniorenländerspiel im Isenstadion statt: Die deutsche U-18-Auswahl besiegte im Rahmen der Qualifikation zur U-18-EM die Schweiz mit 3:1. 
Neben dem Hauptspielfeld gibt es hinter der Tribüne zwei Nebenplätze und einen Kleinfeldplatz.
Die namensgebende Isen fließt nördlich am Stadion vorbei.

### Bekannte ehemalige Spieler und Trainer
- Manfred Eiben
- Hans Humpa
- Rainer Hörgl
- Norbert Janzon
- Özgür Kart
- Jens Kern
- Roland Kneißl
- Michael Kostner
- Kodjovi Koussou
- Peter Közle
- Gino Lettieri
- Harald Mothes
- Manuel Riemann
- Franz Schick

## Weitere Abteilungen

### Karate
Die Karatekas des TSV Ampfing können als größte Erfolge mehrere bayerische Nachwuchsmeisterschaften und Teilnahmen an den deutschen Karatemeisterschaften für Jugendliche und Schüler für sich verbuchen.

### Skisport
Die Skiabteilung wurde 1966 gegründet und ist mittlerweile die zweitgrößte Abteilung des Vereins. 2001 wurde sie zur Abteilung Ski-Snowboard-Inline ausgebaut. Ingrid Pompe gewann 1999 bei den deutschen Seniorenmeisterschaften im Slalom und Riesenslalom jeweils die Goldmedaille, bei den Seniorenweltmeisterschaften konnte sie in den Disziplinen Slalom, Riesenslalom und Super-G jeweils den dritten Platz erreichen.

### Tennis
Die erste Herrenmannschaft gehört der Bezirksliga Oberbayern an.

### Tischtennis
Die ersten beiden Herrenmannschaften spielen in der 1. Kreisliga Mühldorf.

### Turnen
Die Turnabteilung ist mit über 900 Mitgliedern die größte Sparte des TSV Ampfing.